# Ватацуми
Ватацуми (яп. 海神, 綿津見), также произносится как Вадацуми — легендарный бог-дракон водной стихии в японской мифологии и синтоизме. Считается добрым богом и покровителем Японии, так как японское население живет за счет моря и морепродуктов. Оватацуми-но ками (大綿津見神 , «великое божество моря»), как полагают, является еще одним именем для морского божества Рюдзин (龍神, Бог дракон), а также для Ватацуми Сандзин (綿津見三神 , «Три бога Ватацуми»), которые правят верхним, средним и нижним морями соответственно и были созданы, когда Идзанаги омывал себя после возвращения из Ёми, «подземного мира».